# Hexatoma (Eriocera) chaseni
Hexatoma (Eriocera) chaseni is een tweevleugelige uit de familie steltmuggen (Limoniidae). De soort komt voor in het Oriëntaals gebied.